# Sultán an-Nejádí
Sultán an-Nejádí, arabsky سلطان النيادي‎, celým jménem Sultan Saíf Muftah Hamád an-Nejádí (* 23. května 1981 al-Ajn, Abú Zabí) je emirátský inženýr a druhý astronaut své země, 596. člověk ve vesmíru. Je vůbec prvním astronautem SAE na dlouhodobém kosmickém letu – odstartoval k němu 2. března 2023 v lodi SpaceX Crew-6 a stal se součástí Expedice 69 na Mezinárodní vesmírné stanici. Ve vesmíru strávil půl roku.

## Vzdělání a pracovní kariéra
An-Nejádí se narodil ve městě al-Ajn v odlehlé oblasti na hranicích SAE a Ománu. Dětství prožil v domě svého dědečka v rezidenční čtvrti Um Ghafa, kde také docházel do chlapecké základní školy a střední školy. Pak vstoupil po vzoru svého otce do ozbrojených sil SAE a byl vyslán ke studiu do Velké Británie, kde na univerzitě v Brightonu v roce 2004 získal titul BSc. v oboru elektroniky a komunikačního inženýrství. Poté se vrátil do SAE, studoval na vojenské Zayed Military College, pracoval v emirátských ozbrojených silách jako komunikační inženýr a také se vydal do Austrálie, kde v roce 2008 získal magisterský titul v oboru bezpečnosti informací a sítí na Griffithově univerzitě v Queenslandu. Po roce 2011 tam navíc dokončil doktorské studium v oboru technologie prevence úniku dat a získal titul Ph.D.

## Kosmonaut

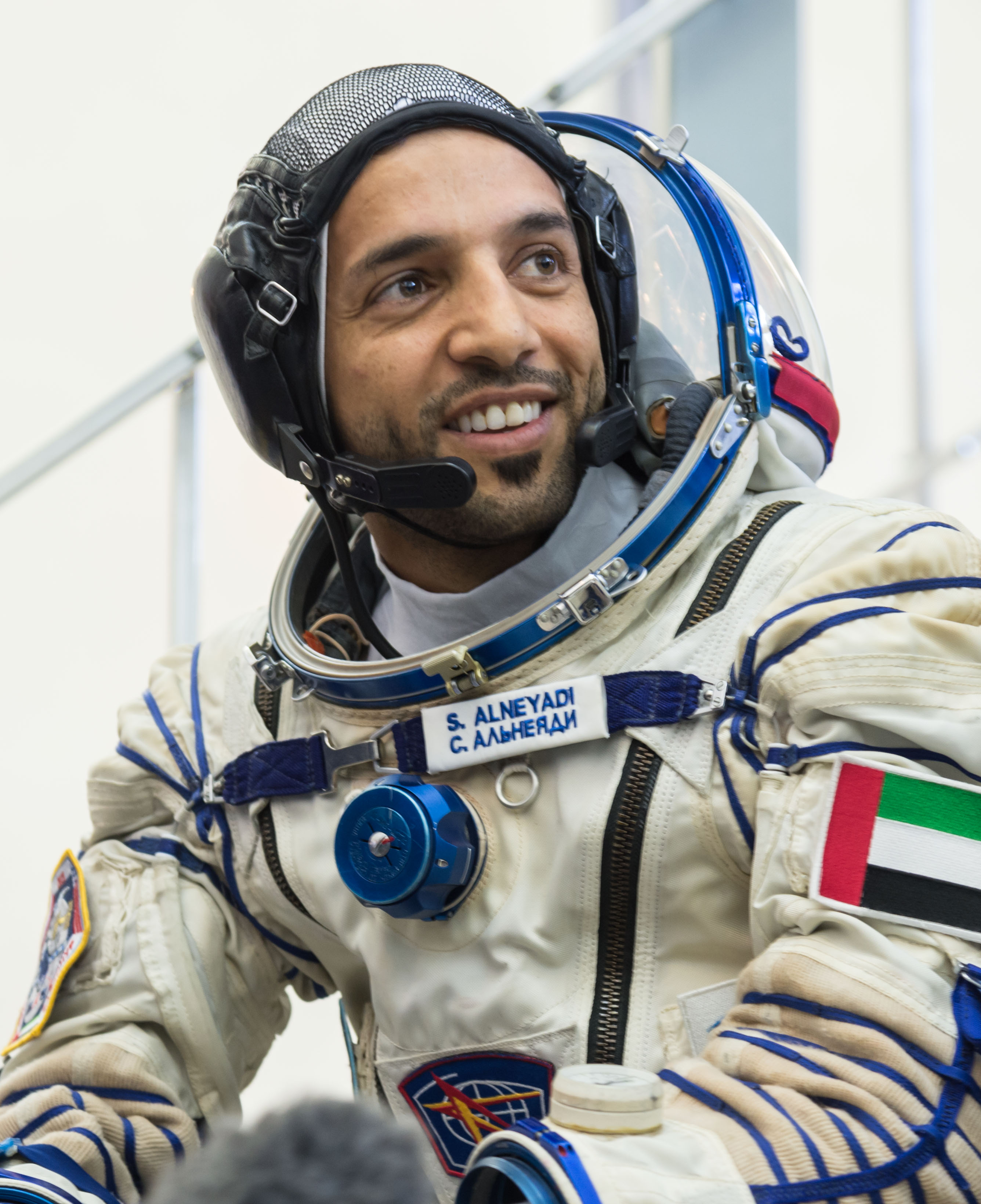
Sultán an-Nejádí v Gagarinově tréninkovém středisku ve Hvězdném Městečku, sedící před simulátorem vesmírné lodě Sojuz

An-Nejádí byl jedním ze dvou lidí vybraných ze 4022 kandidátů v několika kolech psychologických a fyzických testů, aby se stali prvními emirátskými astronauty. Prošel programem výcviku ve Vesmírném středisku Mohammeda bin Rašída (MBRSC) v Dubaji a ve Hvězdném městečku u Moskvy, později také v americkém Houstonu a německém Kolíně nad Rýnem.
Později bylo oznámeno, že se stal náhradníkem Hazzá al-Mansúrího při prvním kosmickém letu astronauta ze SAE. Al-Mansúrí k letu v lodi Sojuz MS-15 odstartoval 25. září 2019 a po týdenním pobytu na ISS se 3. října 2019 vrátil na Zemi v lodi Sojuz MS-12.
Kosmické agentury MBRSC a Roskosmos poté vedly jednání o podpoře šestiměsíční mise na ISS pro člena posádky ze SAE, což by byla první dlouhodobá vesmírná mise astronauta z arabského světa. MBRSC se však nakonec v dubnu 2022 dohodla se společností Axiom Space a získala pro svého astronauta místo v posádce letu SpaceX Crew-6 určeného pro řádnou rotaci dlouhodobých posádek ISS. An-Nejádí byl na toto místo oficiálně nominován v červenci 2022.

### 1. kosmický let
Start lodi Crew Dragon Endeavour s posádkou Crew-6 na raketě Falcon-9 z Kennedyho vesmírného střediska NASA na Floridě se – po několika odkladech kvůli technickým problémům a nevhodné předpovědi počasí – uskutečnil 2. března 2023 v 05:34 UTC. Loď se o den později, 3. března 2023 v 06:40 UTC, připojila k hornímu portu modulu Harmony a posádka o dvě hodiny později vstoupila do prostorů stanice. An-Nejádí se tak se svými kolegy Američany Stephenem Bowenem a Warrenem Hoburgem a Rusem Andrejem Feďajevem připojil k probíhající Expedici 68. Po jejím konci, v okamžiku odletu kosmické lodi Sojuz MS-22 od stanice 28. března 2023, se automaticky stali členy nové Expedice 69. 
An-Nejádí se 28. dubna 2023 spolu se Stephenem Bowenem vydal do volného vesmíru a stal se tak prvním z astronautů z arabských zemí, který se může tímto zážitkem pochlubit. Vykonali závěrečné přípravné práce pro montáž posledních dvou moderních solárních polí iROSA (International Space Station Roll-Out Solar Array) na hlavní nosník stanice, mimo jiné položili kabely a nainstalovali izolaci na montážní konzoly určené pro solární pole. Mimo stanici byli od 13:11 UTC do 20:12 UTC a jejich výstup tak trval 7 hodin a 1 minutu.
An-Nejádího první let skončil přistáním 4. září 2023 po 186 dnech letu.

## Osobní život
An-Neyádí je nadšeným příznivcem brazilského jiu-jitsu.